# Четыре пережитка
Четыре пережитка (буквально — четверо старых, кит. трад. 四舊, упр. 四旧, пиньинь sì jiù, палл. сы цзю) — означает Старое мышление (кит. трад. 舊思想, упр. 旧思想, пиньинь jiùsīxiǎng, палл. цзюсысян), Старая культура (кит. трад. 舊文化, упр. 旧文化, пиньинь jiùwénhuà, палл. цзювэньхуа), Старые привычки (кит. трад. 舊習慣, упр. 旧习惯, пиньинь jiùxíguàn, палл. цзюсигуань), Старые обычаи (кит. трад. 舊風俗, упр. 旧风俗, пиньинь jiùfēngsú, палл. цзюфэнсу). Государственной политикой во время Культурной революции в Китае стало решение покончить с «четырьмя пережитками». Кампания началась в Пекине 20 августа 1964.. Кампания называлась также «Сокрушить четыре пережитка» (кит. трад. 破四舊, упр. 破四旧, пиньинь pò sì jiù, палл. по сы цзю)

## Ход кампании

### Директивы
Компартия Китая давала весьма расплывчатые директивы, что конкретно является четырьмя пережитками. В результате стали массово уничтожаться объекты культуры, созданные до 1949, включая драгоценные произведения искусства древности. Лица, хранящие «пережитки» у себя дома, рисковали понести суровые наказания.

### Разрушение традиционных ценностей Китая и культурных памятников
Мао Цзэдун говорил ещё на ранних стадиях Культурной революции (1964), что «Четыре пережитка должны быть сметены» . Хунвэйбины, по призыву Мао Цзэдуна, рушили многочисленные архитектурные памятники, сжигали старые книги, рвали картины, били старую посуду и керамику. Хранящиеся в знатных семьях веками генеалогические книги были сожжены. Немало культурных ценностей были уничтожены безвозвратно, а их владельцы наказаны. Интеллигентов подвергали травле, издевательствам, пыткам, бросали в тюрьмы и убивали.
Чтобы защитить от хунвэйбинов Запретный город, премьер-министр Чжоу Эньлай приказал закрыть ворота и поставил войска для охраны от возможного вторжения отрядов хунвэйбинов.
В Тибете и Внутренней Монголии было почти полностью уничтожено историческое наследие народов этих стран, под маркой борьбы с «четырьмя пережитками» проводились массовые репрессии, форсированная китаизация тибетцев и монголов.

### Популярные лозунги
- «Уничтожим четыре старых, возведём четыре новых».[8]
- «Раздавим плохие элементы»
- «Раздавим империализм»
- «Раздавим иностранную религию»
- «Раздавим христианствующих»
- «Раздавим контрреволюционеров»

## Реакция компартии
Официальной статистики о масштабах разрушения опубликовано не было. В 1978 году информация о разгромах попала за границу в большом объёме.

## Восстановление разгромленных ценностей
Лишь с 1990 года началось широкомасштабное восстановление культурных и исторических ценностей, уничтоженных во время Культурной революции. Немало ценностей было создано заново, имитировано и подделано. Часть поддельных исторических ценностей активно продаётся, в том числе через Интернет.